# Parfait Bitee
Parfait Bitee (Yaoundé, 23 juli 1985) is een Kameroens voormalig basketballer en basketbalcoach.

## Carrière
Bitee speelde collegebasketbal voor de Rhode Island Rams van 2004 tot 2008. Hij speelde de volgende twee seizoenen voor de Leuven Bears in de Belgische competitie, voor het seizoen 2009/10 vanaf december als vervanger van Taron Downey. Hij tekende voor de start van het seizoen 2010/11 bij JL Bourg-en-Bresse. In 2011 tekende hij in de Marokkaanse competitie bij AS Salé. Het seizoen 2012/13 bracht hij door bij de Petro de Luanda uit Angola. Vervolgens speelde hij een jaar voor het Libische Al-Ahli Benghazi. Hij speelde nog twee seizoenen voor de Providence Sky Chiefs uit de Premier Basketball League en American Basketball Association.
Bitee speelde van 2007 tot 2015 voor de Kameroense nationale ploeg en won zilver op het FIBA African Championship in 2007.
In 2018 was hij voor het eerst assistent-coach voor de Kameroense nationale ploeg. In 2016 ging hij aan de slag bij de Towson Tigers als Director of Student-Athlete Development en werd in 2021 gepromoveerd naar assistent-coach.

## Privéleven
Bitee is familie van Kameroens basketbalcoach Lazare Adingono.

## Erelijst
- FIBA African Championship: 2007